# Затворена предна незакръглена гласна
Затворената предна незакръглена гласна е гласен звук, срещан в повечето говорими езици и представян в международната фонетична азбука със символа i. Той е много близък до българския звук, обозначаван с „и“ (например, първите две гласни в „истина“).
Затворената предна незакръглена гласна е гласен еквивалент на палаталния апроксимант [j], като двата звука имат почти идентични характеристики.